# Breithorn (Grengiols)
Breithorn är en bergstopp i Schweiz.   Den ligger i distriktet Raron och kantonen Valais, i den södra delen av landet, 80 km sydost om huvudstaden Bern. Toppen på Breithorn är 2 599 meter över havet, eller 149 meter över den omgivande terrängen. Bredden vid basen är 1,7 km.
Terrängen runt Breithorn är huvudsakligen mycket bergig. Närmaste större samhälle är Naters, 12,0 km väster om Breithorn. 
I omgivningarna runt Breithorn växer i huvudsak blandskog. Runt Breithorn är det mycket glesbefolkat, med 7 invånare per kvadratkilometer.